# Yxnevik (naturreservat)
Yxnevik är ett naturreservat i Västerviks kommun i Kalmar län.
Området är naturskyddat sedan 2002 och är 38 hektar stort. Reservatet är beläget på en halvö i västra delen av den inre Västrumsfjärden, väster om byn Yxnerum. Det består av ekdominerad ädellövskog samt havsstrandäng, blandskog, häll- och hagmark. 